# Уильямс, Кортни
Кортни М. Уильямс (англ. Courtney M. Williams; род. 11 мая 1994 года, Фолкстон, штат Джорджия) — американская профессиональная баскетболистка, которая выступает в женской национальной баскетбольной ассоциации за клуб «Миннесота Линкс». Была выбрана на драфте ВНБА 2016 года в первом раунде под общим восьмым номером клубом «Финикс Меркури». Играет на позиции разыгрывающего защитника.

## Ранние годы
Кортни Уильямс родилась 11 мая 1994 года в небольшом городке Фолкстон (Джорджия) в семье Дональда и Мишель Уильямс, у неё есть сестра, Донис, а училась там же в средней школе Чарлтон-Каунти, в которой играла за местную баскетбольную команду.